# Майя Огнєнович
Майя Огнєнович (серб. Маја Огњеновић, нар. 6 серпня 1984, Зренянин) — сербська волейболістка, учасниця чотирьох Олімпіад.

## Із біографії
Професійна кар'єра розпочалася у 2002 році в команді «Поштар» з рідного міста Зренянина. Наступного сезону перейшла до «Црвени звезди», у якій здобула «золото» чемпіонату Сербії та Чорногорії у 2004 році. Другий титул здобула 2006 року, але у складі іншої столичної команди — Поштаря 064. Того ж року почала виступати за кордоном; грала в Румунії, Греції, Туреччині, Італії, Польщі і Росії. З 2021 року захищає кольори стамбульського клубу «Еджзаджибаши».
2005 року дебютувала у збірній Сербії та Чорногорії на Кубку Валле д'Аоста, того ж сезону виступала чемпіонаті Європи . Наступного року її команда перемогла італійок у матчі за бронзу чемпіоната світу в Японії. З 2007 року виступає за збірну Сербії, у складі якої двічі ставала чемпіонкою Європи і неодноразовою призеркою найбільших турнірів світового волейболу. Після срібного успіху на Олімпіаді-2016 у Ріо-де-Жанейро вирішила завершити кар'єру в збірній Сербії. Через два роки повернулася до її лав, стала капітаном команди і переможницею світової першості 2018 року.

## Клуби
| Роки      | Команди                        |
| --------- | ------------------------------ |
| 2002—2003 | «Поштар» (Зренянин)            |
| 2003—2005 | «Црвена Звезда» (Белград)      |
| 2005—2006 | «Поштар 064» (Белград)         |
| 2006—2008 | «Метал» (Галац)                |
| 2008—2009 | «Джанніно П'єралізі» (Єзі)     |
| 2009—2010 | «Еджзаджибаши» (Стамбул)       |
| 2010—2011 | «Олімпіакос» (Пірей)           |
| 2011—2012 | «Динамо» (Панчево)             |
| 2011—2012 | «Модена»                       |
| 2012—2013 | «Імпел» (Вроцлав)              |
| 2013—2015 | «Хемік» (Полиці)               |
| 2015—2016 | «Нордмекканіка» (П'яченца)     |
| 2016—2018 | «Еджзаджибаши» (Стамбул)       |
| 2018—2019 | «Динамо» (Москва)              |
| 2019—2020 | «Вакифбанк» (Стамбул)          |
| 2021—2023 | «Еджзаджибаши» (Стамбул)       |
| 2023—     | «Савіно Дель Бене» (Скандіччі) |

## Виступи на Олімпіадах
| Олімпіада           | Дисципліна | Місце |
| ------------------- | ---------- | ----- |
| Пекін 2008          | волейбол   | 5     |
| Лондон 2012         | волейбол   | 11    |
| Ріо-де-Жанейро 2016 | волейбол   | 2     |
| Токіо 2021          | волейбол   | 3     |
| Токіо 2024          | волейбол   | 7     |

## Галерея

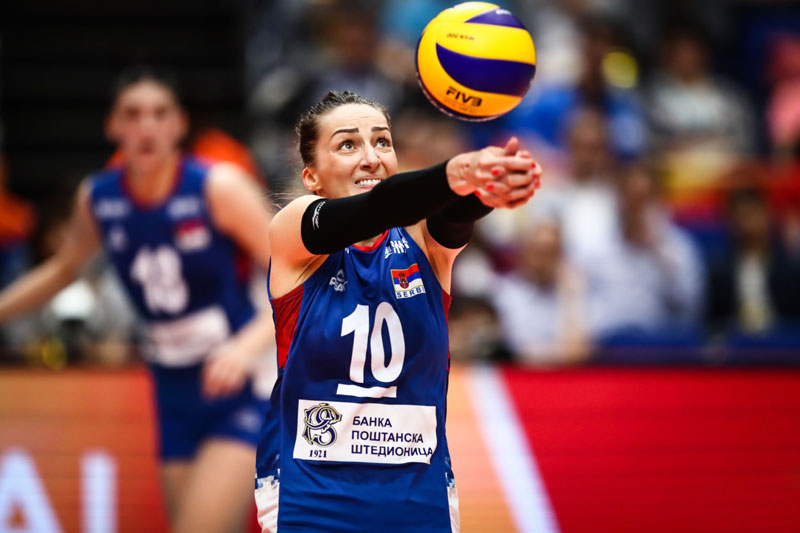
Чемпіонат світу 2018 року[en].
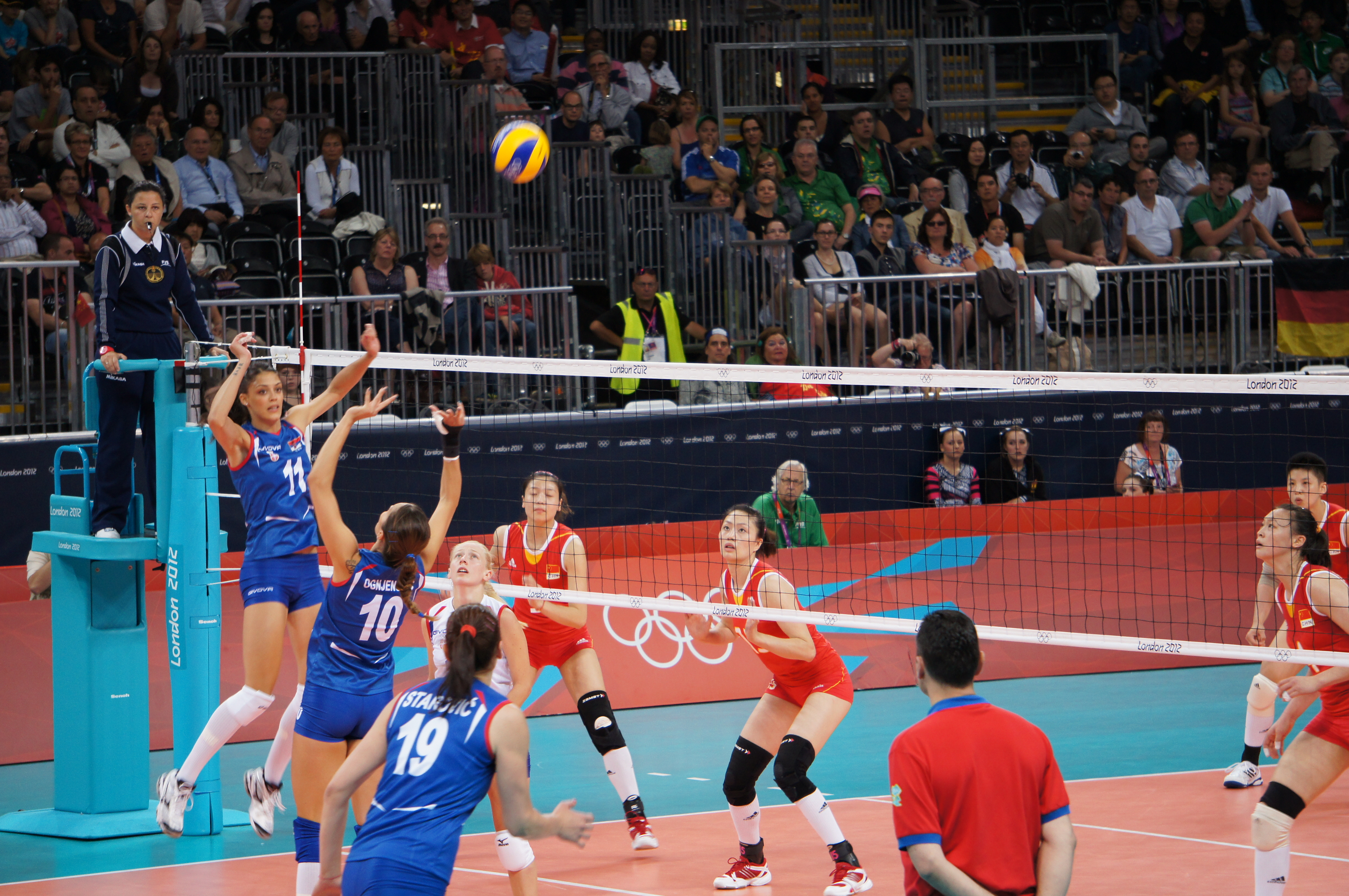
Літні Олімпійські ігри 2012. Команда Сербії: Стефана Велькович (№ 11), Майя Огнєнович (№ 10), Сузана Чебич[en] (№ 18).

## Досягнення

### У збірних
- срібний (2016) та бронзовий (2020) призер Олімпійських ігор.
- чемпіонка світу 2018 ;
  - бронзовий призер чемпіонату світу 2006 .
- срібний призер розіграшу Кубка світу 2015 .
- дворазовий бронзовий призер Гран-прі — 2011, 2013 .
- дворазова чемпіонка Європи — 2011, 2019 ;
  - дворазовий срібний (2007, 2021) та бронзовий (2015) призер чемпіонатів Європи .
- дворазовий переможець розіграшів Євроліги — 2010, 2011 ;
  - бронзовий призер Євроліги 2012 .
- срібний призер Універсіади 2009 року.

### Клубні здобутки
- переможець клубного чемпіонату світу 2016 .
- срібний (2021) та бронзовий (2017) призер Ліги чемпіонів ЕКВ .
- переможець розіграшу Кубка Європейської конфедерації волейболу (ЄКР) 2018 .
- переможець розіграшу Кубка виклику ЄКВ 2009 року.
- дворазова чемпіонка Сербії та Чорногорії — 2004, 2006;
  - срібний призер чемпіонату Сербії та Чорногорії 2005 року.
- переможець розіграшу Кубка Сербії та Чорногорії 2006 року.
  - дворазовий срібний призер Кубка Сербії та Чорногорії — 2004, 2005.
- дворазова чемпіонка Румунії — 2007, 2008.
- дворазовий переможець розіграшів Кубка Румунії — 2007, 2008.
- срібний призер чемпіонату Греції 2011 року.
- переможець розіграшу Кубка Греції 2011 року.
- дворазова чемпіонка Польщі — 2014, 2015.
- переможець розіграшу Кубку Польщі 2014 року.
- срібний призер чемпіонату Італії 2016 року.
- чемпіонка Туреччини 2021;
  - срібний (2018) та бронзовий (2010) призер чемпіонатів Туреччини .
- переможець розіграшу Кубка Туреччини 2021 року;
  - срібний призер розіграшу Кубка Туреччини 2018 року.
- чемпіонка Росії 2019 .
- переможець розіграшів Кубка та Суперкубку Росії 2018.

### Індивідуальні нагороди
- 2007: найкраща зв'язуюча чемпіонату Європи.
- 2009: найкраща зв'язуюча Кубка виклику ЄКВ.
- 2010: найкраща зв'язуюча Євроліги.
- 2011: найкраща зв'язуюча Євроліги.
- 2011: найкраща зв'язуюча чемпіонату Європи.
- 2012: найкраща зв'язуюча Євроліги.
- 2014: найкраща зв'язуюча Кубка Польщі.
- 2015: найкраща зв'язуюча Ліги чемпіонів.
- 2015: найкраща зв'язуюча чемпіонату Європи.
- 2019: найкраща зв'язуюча чемпіонату Європи.